# Sociología pura
Como la teoría de la elección racional, la teoría del conflicto, o el funcionalismo, la sociología pura es un paradigma y una estrategia para explicar el comportamiento humano. Desarrollado por Donald Black como una alternativa a las teorías individualistas y social-psicológicas, la sociología pura fue inicialmente utilizada para explicar la variación en el comportamiento legal. Desde entonces, Black y otros sociólogos han utilizado la estrategia para explicar el terrorismo, el genocidio, el linchamiento, y otras formas de gestión de conflictos así como la ciencia, el arte, y la religión.

## Epistemología
La sociología pura explica la vida social con su geometría social. La vida social se refiere a cualquier instancia de conducta humana, como la ley, el suicidio, el chisme o el arte, mientras que la geometría social de una conducta, también llamada estructura social, se refiere a las características sociales de los involucrados, como su grado de interacción o su nivel de riqueza. Hasta cierto punto, este enfoque se basa en aspectos del trabajo sociológico anterior, que van desde el énfasis de Durkheim en las explicaciones sociales para el comportamiento individual hasta el trabajo posterior en la variación del comportamiento policial (y legal).

## Diferencias con otras teorías sociológicas
Prácticamente toda la sociología explica el comportamiento de las personas, ya sean grupos o individuos, con alguna referencia a sus construcciones mentales (psicología) o los propósitos de su acción (teleología). Pero la sociología pura reconceptualiza el comportamiento humano como vida social, algo que no existe en la mente, no es explicable por los objetivos de las acciones, y es supraindividual. La sociología pura, entonces, puede distinguirse de otros paradigmas sociológicos por lo que está ausente: la psicología, la teleología e incluso las personas como tales. El enfoque de la sociología pura en una realidad social única puede sonar durkheimiano, y Black ve el acercamiento como "más durkheimiano que Durkheim".

## Planteamientos
En The Behavior of Law, publicado en 1976, Donald Black introdujo el primer ejemplo de sociología pura: una teoría general de la ley o el control social gubernamental. Esta teoría busca explicar la variación en la ley, y un aspecto de la variación legal es la cantidad de leyes originadas por un caso de conflicto. Un conflicto es una situación en la que una persona tiene una queja contra otra, como cuando se ha producido una agresión o se ha roto un contrato, y las partes ofendidas pueden o no apelar ante la policía o ante los tribunales civiles para resolverla. Los casos pueden atraer a la ley o no, entonces, y cuando atraen la ley, puede haber más o menos casos similares. 
Cuando la policía hace un arresto en un caso de asalto, por ejemplo, hay más casos que cuando simplemente hay una llamada a la policía, y cuando alguien es condenado hay más casos que cuando simplemente hay un arresto. La sociología pura explica esta variación al identificar un número de variables sociológicas que están asociadas con la variación en la cantidad de casos. Estas incluyen varias formas de estatus social (como riqueza, integración, cultura, convencionalidad, organización y respetabilidad), así como varias formas de distancia social (como la distancia relacional y la distancia cultural). Estos son aspectos de las estructuras sociales de los casos, por lo que los casos en los que los litigantes tienen un alto estatus tienen estructuras sociales diferentes -y se manejan de manera diferente- que los casos que involucran disputas de bajo estatus. El hecho de que los contendientes sean socialmente cercanos o distantes entre sí también determina la cantidad de leyes que atrae el caso. Por ejemplo, una de las predicciones de la teoría es que dentro de una sociedad, la ley varía directamente con la distancia relacional. La distancia relacional se refiere a la cantidad e intensidad de la interacción entre las partes, por lo que la teoría predice que hay más intervención de la ley en los conflictos entre extraños que en aquellos entre los íntimos. Este aspecto de la teoría explica numerosos hechos, como por qué aquellos que matan a extraños son castigados más severamente que aquellos que matan a personas íntimas y por qué las mujeres violadas por extraños tienen mayor probabilidad de denunciarlo a la policía.
Desde la publicación de The Behavior of Law, Black y otros sociólogos puros han aplicado la estrategia teórica a muchos otros temas. En particular, Black ha desarrollado una teoría general del control social que va más allá de la ley para explicar de manera más general el manejo de todos los conflictos humanos. La mayoría de los conflictos se manejan sin apelar al sistema legal, y la teoría explica así no solo la ley, sino la evasión, el chisme, la terapia, las peleas y muchas otras formas de control social no gubernamental. Además de ampliar el tema, este trabajo posterior también amplía la teoría para enfocarse no solo en las características sociales de los contendientes iniciales en un conflicto, sino también de terceros (todos aquellos con conocimiento de un conflicto). Por ejemplo, Mark Cooney examina cómo el comportamiento de un tercero da forma a la violencia. Si y cómo los terceros se involucran en un conflicto pueden determinar no solo la probabilidad de violencia, sino también la forma que la violencia toma. Por ejemplo, las configuraciones sociales caracterizadas por lazos grupales cercanos y distantes conducen a un comportamiento parecido a un feudo en el que la violencia se produce entre grupos durante un largo período de tiempo. En esta situación, los terceros son miembros de grupos, y están relacionalmente cerca de los miembros del grupo pero distantes de los demás. Cuando se producen conflictos entre grupos, apoyan a un lado y se oponen al otro, y pueden unirse a la violencia de represalia contra miembros de grupos rivales. Otras configuraciones sociales conducen a otras formas de violencia o incluso a la paz. Por ejemplo, cuando hay vínculos transversales, como cuando las personas están relacionalmente cerca de los miembros de otros grupos, es más probable que los terceros promuevan la paz.
Recientemente, Black se ha movido más allá del estudio de cómo se manejan los conflictos para examinar el origen del conflicto en sí mismo. En Tiempo Moral identifica las causas de los enfrentamientos de lo correcto y lo incorrecto en las relaciones humanas. Al hacerlo, esta teoría invoca un nuevo concepto explicativo -la idea de movimiento en el tiempo social- y de este modo amplía el enfoque sociológico puro.
Black y otros también se han movido más allá del conflicto y el control social para desarrollar explicaciones de ideas como, depredación, bienestar, investigación, y otras formas de vida social. Por ejemplo, la teoría de las ideas de Black explica el contenido de las ideas por sus estructuras sociales. Así como cada conflicto tiene una estructura social que consiste en las características sociales de los que disputan y de los terceros, cada idea -cada enunciado sobre la realidad- tiene una estructura social que consiste en las características de la fuente, el sujeto y la audiencia. Por ejemplo, el tema de una idea puede ser íntimo o distante de la fuente: las personas tienen ideas acerca de los miembros de la familia, amigos y extraños. El sujeto también puede tener un estatus social alto o bajo: las personas tienen ideas sobre senadores y hombres de negocios, así como sobre vagabundos. Pero las ideas varían según sus estructuras sociales. La explicación de Black de voluntarismo y determinismo, por ejemplo, afirma que las ideas sobre sujetos de alto estatus son más propensas a ser voluntaristas (para invocar el libre albedrío). La teoría predeciría, entonces, que las personas ofrecerían explicaciones voluntaristas a los senadores y hombres de negocios y explicaciones deterministas de los vagabundos.

## Practicantes
Un gran número de sociólogos han utilizado al menos algunos elementos teóricos de la estrategia en su trabajo, entre ellos, los Profesores M. P. Baumgartner, Marian Borg, Bradley Campbell, Mark Cooney, Allan Horwitz,Archivado el 16 de julio de 2001 en Wayback Machine., Scott Jacques, Marcus Kondkar Archivado el 15 de junio de 2010 en Wayback Machine., Jason Manning, Joseph Michalski, Calvin Morrill, Scott Phillips, Roberta Senechal de la Roche, y James Tucker Archivado el 3 de marzo de 2016 en Wayback Machine..

## Crítica
Mientras que destacados sociólogos tales como Randall Collins, Karen A. Cerulo, David Sciulli, y Jonathan H. Turner han elogiado aspectos de la sociología pura, el enfoque también ha sido criticado. Kam C. Wong critica su cientificismo, David F. Greenberg su uso de explicaciones legalistas, y Thomas J. Scheff su intento disciplinario de pureza. En un simposio de 2008, Douglas A. Marshall ofrece una amplia crítica al sistema. Marshall sostiene que, contrariamente al objetivo declarado de hacer sociología científica, su enfoque es en realidad la antítesis de la ciencia moderna por sus valores y prácticas—un tema reiterado por Stephen Turner en el simposio.

## Respuesta a las críticas
Mark Cooney, Allan Horwitz, y Joseph Michalski han respondido a algunas críticas específicas a la sociología pura, mientras que Donald Black, en "Epistemología de la Sociología Pura" así como en otros escritos, ha respondido en general a la crítica con una extensa defensa de su enfoque sociológico.